# هيني دونز
هيني دونز (بالنرويجية البوكمول: Henny Dons)‏ هي مبشرة نرويجية، ولدت في 25 مايو 1874، وتوفيت في 14 يونيو 1966.